# Kolumna Złotych Godów
Kolumna Złotych Godów – kolumna wzniesiona w 1791 roku w Oleśnicy na pamiątkę złotych godów (50. rocznicy ślubu) pary książęcej Karola Krystiana Wirtemberskiego i Marii Zofii z hrabiów Solms-Laubach.

## Historia
Kolumna została wzniesiona w 1791 roku celu upamiętnienia złotych godów pary książęcej Karola Krystiana Wirtemberskiego i Marii Zofii zu Solms-Laubach. Projekt wykonał Karl Johann Leyser, a kamieniarkę wykonał kamieniarz z Wrocławia Johann Martin Blach. Fundatorem kolumny były stany oleśnickie.
Z okazji jubileuszu wybito również medale w dwóch wersjach. Awers pierwszej wersji przedstawiał profile pary książęcej, a rewers, a na rewersie umieszczono wizerunek kolumny z inskrypcją „DEM EDELSTEIN FÜRSTNPAARE ERRICHTET DIES AM TAGE IHRER EHELICHEN JUBELFEIER DIE LIEBE DER STAENDE DEN 8. APRIL 1791” (dosł. dla najszlachetniejszej pary książęcej zbudowała w dniu jej święta miłość stanów 8 kwietnia 1791).  
Klasycystyczna kolumna w stylu korynckim osadzona została na kamiennym cokole w kształcie czworoboku. Na szczycie kolumny umieszczono mitrę książęcą. Na każdym z pól cokołu umieszczono medaliony wykonane z brązu wraz z inskrypcjami dotyczącymi jubileuszu wykonanymi na piaskowcu, jak cała kolumna. Medaliony przedstawiały: profile pary książęcej, herb księstwa wirtembersko-oleśnickiego, herb księżnej oraz monogram pary książęcej. Los napisów oraz medalionów nie jest znany. Te ostatnie zostały prawdopodobnie usunięte po II wojnie światowej w ramach akcji repolonizacji ziem odzyskanych.
W 2002 roku wykonano gruntowny remont kolumny. W 2019 roku na jednym z pól zamontowano replikę medalionu pary książęcej wykonanego w brązie i zaprojektowanego przez Agnieszkę Wolską. 

## Galeria

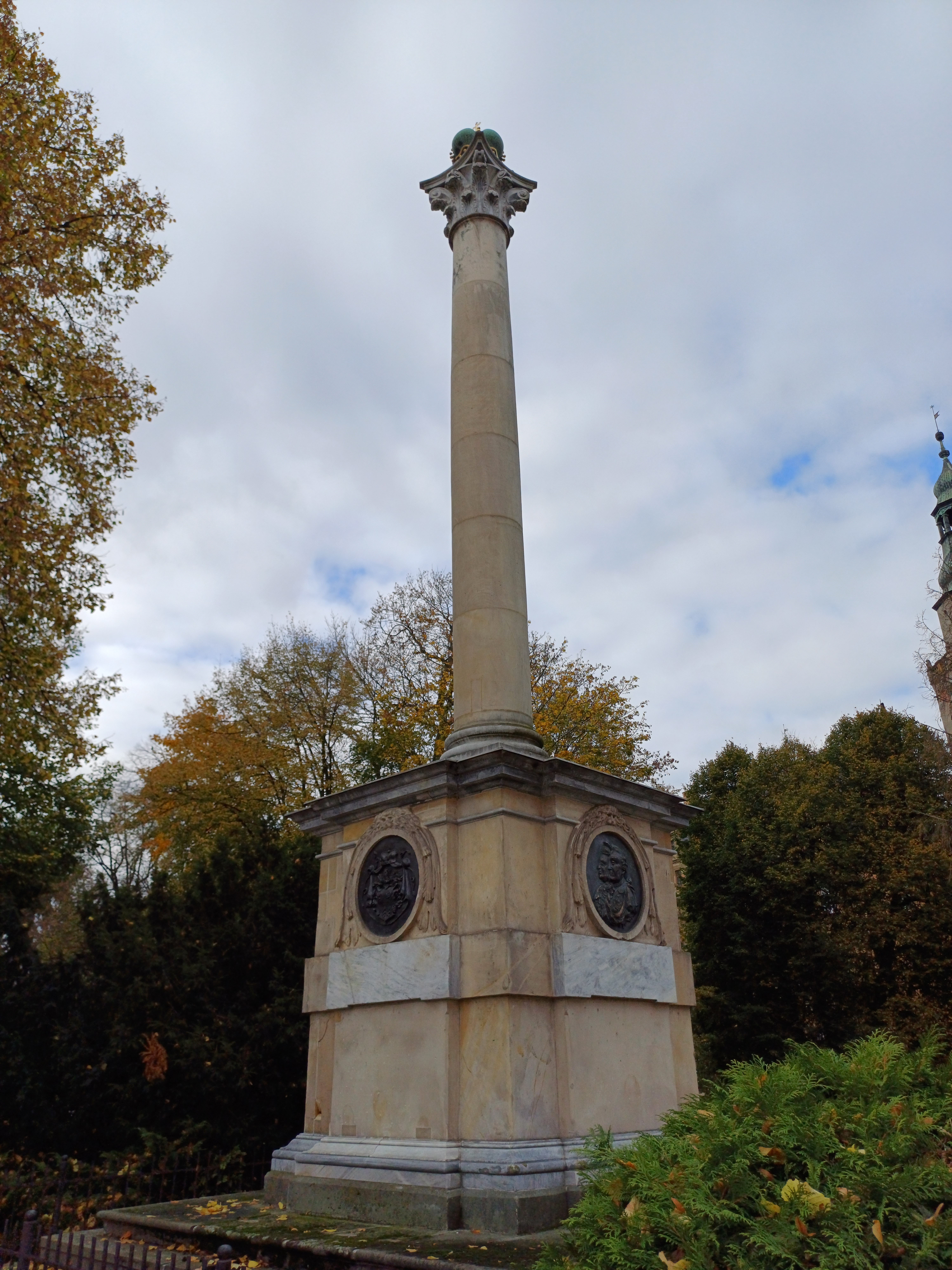
Kolumna Złotych Godów
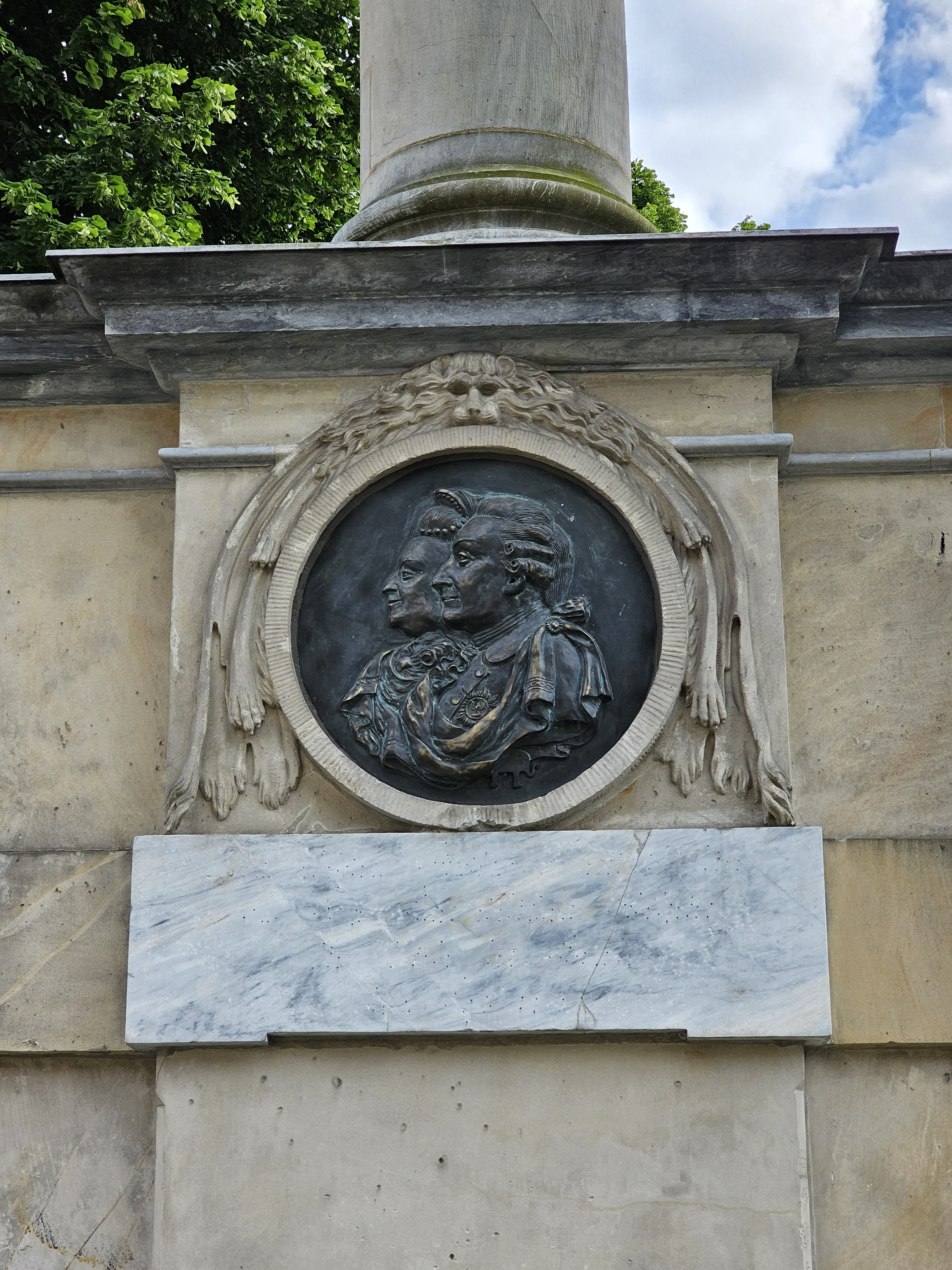
Replika medalionu przedstawiającego parę książęcą
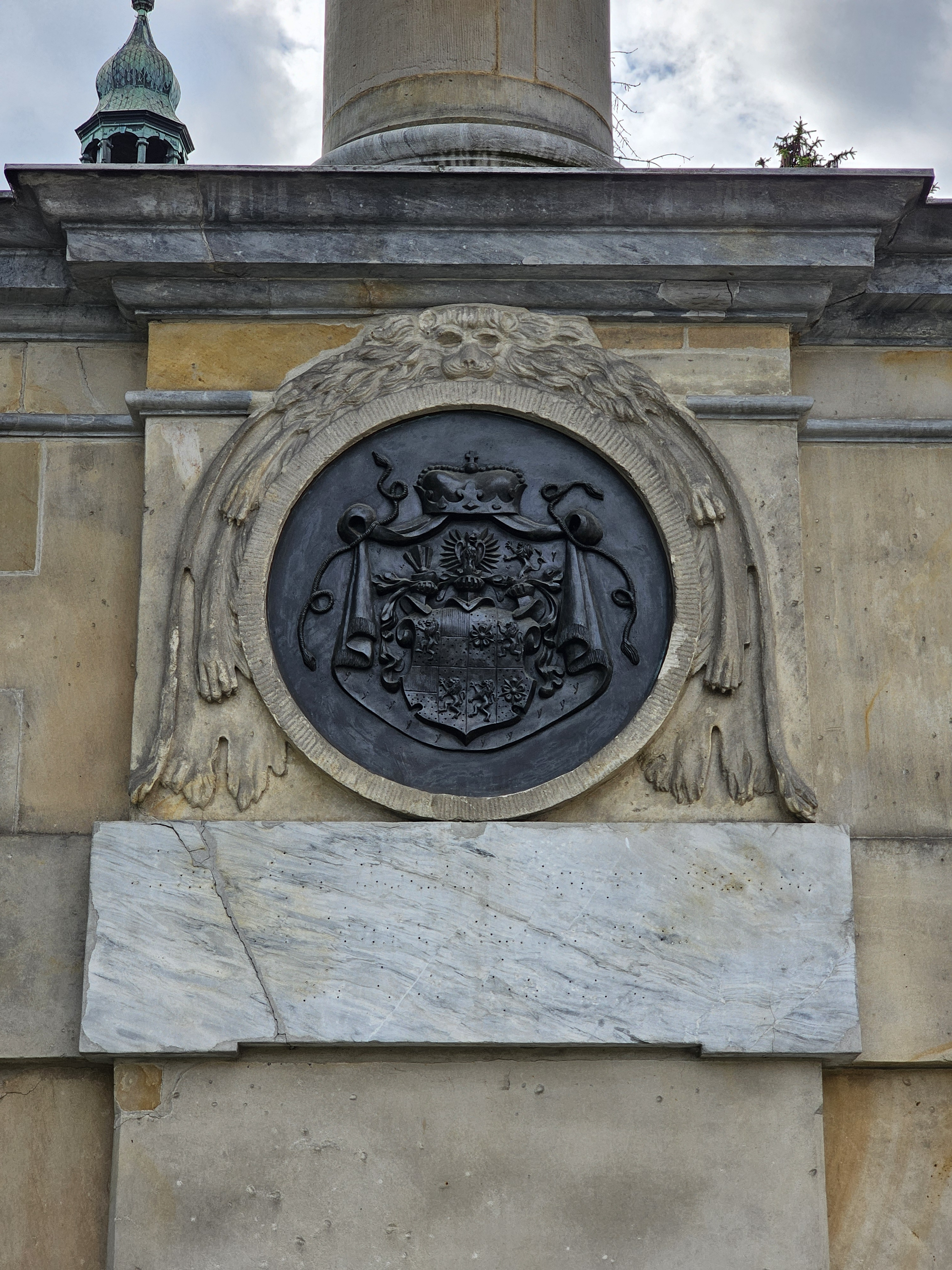
Replika medalionu przedstawiającego herb Karola Krystiana Wirtemberskiego